# Cuscuta monogyna
Cuscuta monogyna är en vindeväxtart. Cuscuta monogyna ingår i släktet snärjor, och familjen vindeväxter.

## Underarter
Arten delas in i följande underarter:
- C. m. esquamata
- C. m. monogyna